# Mohammad Wali Darwazi
Mohammad Wali Darwazi (* 1888; † 16. September 1933) war ein afghanischer Diplomat und Politiker.

## Leben
Mohammad Wali Darwazi war der Sohn von Schah Agha aus der Herrscherfamilie von Darwaz, als dieses selbstständig war. Er war Sekretär Amanullah Khans. Nach dem Ende des Dritten Anglo-Afghanischen Krieges am 8. August 1919 führte er eine Delegation aus Faiz Mohammad Katib Hazara, Habibullah Tarzi und Ghulam Siddiq Charkhi an, um diplomatische Beziehungen aufzunehmen. Am 10. Oktober 1919 erreichte die Delegation Moskau. Im Mai 1921 wurde mit Giovanni Giolitti ein Abkommen geschlossen. Am 9. Juni 1921 kam die Mission in Paris an. Im Juli 1921 erreichte die Mission Washington, D.C. US-Präsident Warren G. Harding wurde nicht überzeugt, mit Afghanistan diplomatische Beziehungen aufzunehmen. Am 8. August 1921 kehrte die Delegation von New York Harbor nach London zurück. Im Oktober 1921 empfing sie eine Gruppe von 34 jungen Afghanen aus dem Mohammadzai-Clan, die über Mumbai gesegelt waren, um Lycée Michelet (Vanves) Studien aufzunehmen. Diplomatische Beziehungen mit der französischen Regierung wurden 1923 aufgenommen. Die Delegation kehrte im Mai 1922 nach Kabul zurück.
Von Juni 1922 bis 1924 war er Außenminister. Von 1924 bis 1925 amtierte er als Kriegsminister, in dieser Funktion führte er das Kommando beim Niederschlagen eines Aufstandes vom Juni 1924 bis April 1925 in Chost. Von 1927 bis 1928 war er Statthalter von Amanullah Khan, als dieser auf Reisen war. Nach dem Sturz von Amanullah Khan wurde Wali Muhammad Darwaz verhaftet, im Januar 1929 von den Truppen von Habibullah Kalakâni misshandelt, mit dem Amtsantritt von Mohammed Nadir Schah im April 1930 zu acht Jahren Haft verurteilt.
Am 6. September 1933 betrat Muhammad Azim ein Deutschlehrer an der Amani–Oberrealschule in Kabul, die britische Gesandtschaft in Kabul erschoss einen britischen Mechaniker, einen afghanischen und einen indischen Mitarbeiter der Gesandtschaft. Es wurde davon ausgegangen, dass er beabsichtigte den Leiter der Gesandtschaft Sir Richard Roy Maconachie zu erschießen, weiter wurde die Absicht der Provokation einer bewaffneten Intervention des Vereinigten Königreichs in Afghanistans unterstellt. Praktisch führte das Attentat dazu, dass das Regime von Mohammed Nadir Schah, Muhammad Azim zu vierzehn Jahren Haft verurteilte und ihn am 13. September 1933 und in der Folge sechs prominente inhaftierte Anhänger von Amanullah Khan, darunter Ghulam Jilani Charkhi und Mohammad Wali Darwazi, hinrichten ließ.